# Bort-l'Étang
Pour les articles homonymes, voir Bort.
Bort-l'Étang est une commune française située dans le département du Puy-de-Dôme, en région Auvergne-Rhône-Alpes. Elle fait partie de l'aire urbaine de Clermont-Ferrand.

## Dénomination
L'appellation actuelle a été instaurée à une date non connue, supposée entre 1882 et 1943. Auparavant, la commune était nommée Bort.

## Géographie

### Lieux-dits et écarts
- Basset
- Beurrier
- Bort-l’Étang
- Bouteix
- Chez Barioux
- Chez Bourru
- Chez Taloux
- Clairmatin
- Codegnat
- Dalmas
- Domaine Neuf
- Font-Sauvage
- Gazel
- Georgeon
- Goutta
- Guillaumont
- La Chave
- La Gagère
- La Garde (château)
- La Gravière
- La Vigne
- Laire
- Lance
- Le Caty
- Le Moulin
- Les Andrauds
- Les Blanchons
- Les Bougnoux
- Les Boursis
- Les Faures
- Les Sardiaux
- Litroux
- Miallier
- Morel
- Moulin Neuf
- Pontaret
- Pré Canard
- Pré du Creux
- Sautilloux

| Lezoux           | Saint-Jean-d'Heurs | Peschadoires Néronde-sur-Dore |
| Ravel            | Bort-l'Étang       | Sermentizon                   |
| Glaine-Montaigut | Neuville           |                               |

### Climat
Pour des articles plus généraux, voir Climat d'Auvergne-Rhône-Alpes et Climat du Puy-de-Dôme.
En 2010, le climat de la commune est de type climat océanique dégradé des plaines du Centre et du Nord, selon une étude du Centre national de la recherche scientifique s'appuyant sur une série de données couvrant la période 1971-2000. En 2020, Météo-France publie une typologie des climats de la France métropolitaine dans laquelle la commune est exposée à un climat de montagne ou de marges de montagne et est dans la région climatique  Nord-est du Massif Central, caractérisée par une pluviométrie annuelle de 800 à 1 200 mm, bien répartie dans l’année. 
Pour la période 1971-2000, la température annuelle moyenne est de 11,3 °C, avec une amplitude thermique annuelle de 16,6 °C. Le cumul annuel moyen de précipitations est de 788 mm, avec 9,4 jours de précipitations en janvier et 7,5 jours en juillet. Pour la période 1991-2020, la température moyenne annuelle observée sur la station météorologique de Météo-France la plus proche, « Courpière », sur la commune de Courpière à 9 km à vol d'oiseau, est de 11,8 °C et le cumul annuel moyen de précipitations est de 876,9 mm,. Pour l'avenir, les paramètres climatiques de la commune estimés pour 2050 selon différents scénarios d'émission de gaz à effet de serre sont consultables sur un site dédié publié par Météo-France en novembre 2022.

## Urbanisme

### Typologie
Au 1er janvier 2024, Bort-l'Étang est catégorisée commune rurale à habitat dispersé, selon la nouvelle grille communale de densité à sept niveaux définie par l'Insee en 2022.
Elle est située hors unité urbaine. Par ailleurs la commune fait partie de l'aire d'attraction de Clermont-Ferrand, dont elle est une commune de la couronne,. Cette aire, qui regroupe 209 communes, est catégorisée dans les aires de 200 000 à moins de 700 000 habitants,.

### Occupation des sols
L'occupation des sols de la commune, telle qu'elle ressort de la base de données européenne d’occupation biophysique des sols Corine Land Cover (CLC), est marquée par l'importance des territoires agricoles (83 % en 2018), une proportion sensiblement équivalente à celle de 1990 (83,2 %). La répartition détaillée en 2018 est la suivante : 
prairies (67,5 %), forêts (17 %), zones agricoles hétérogènes (15,5 %). L'évolution de l’occupation des sols de la commune et de ses infrastructures peut être observée sur les différentes représentations cartographiques du territoire : la carte de Cassini (XVIIIe siècle), la carte d'état-major (1820-1866) et les cartes ou photos aériennes de l'IGN pour la période actuelle (1950 à aujourd'hui).

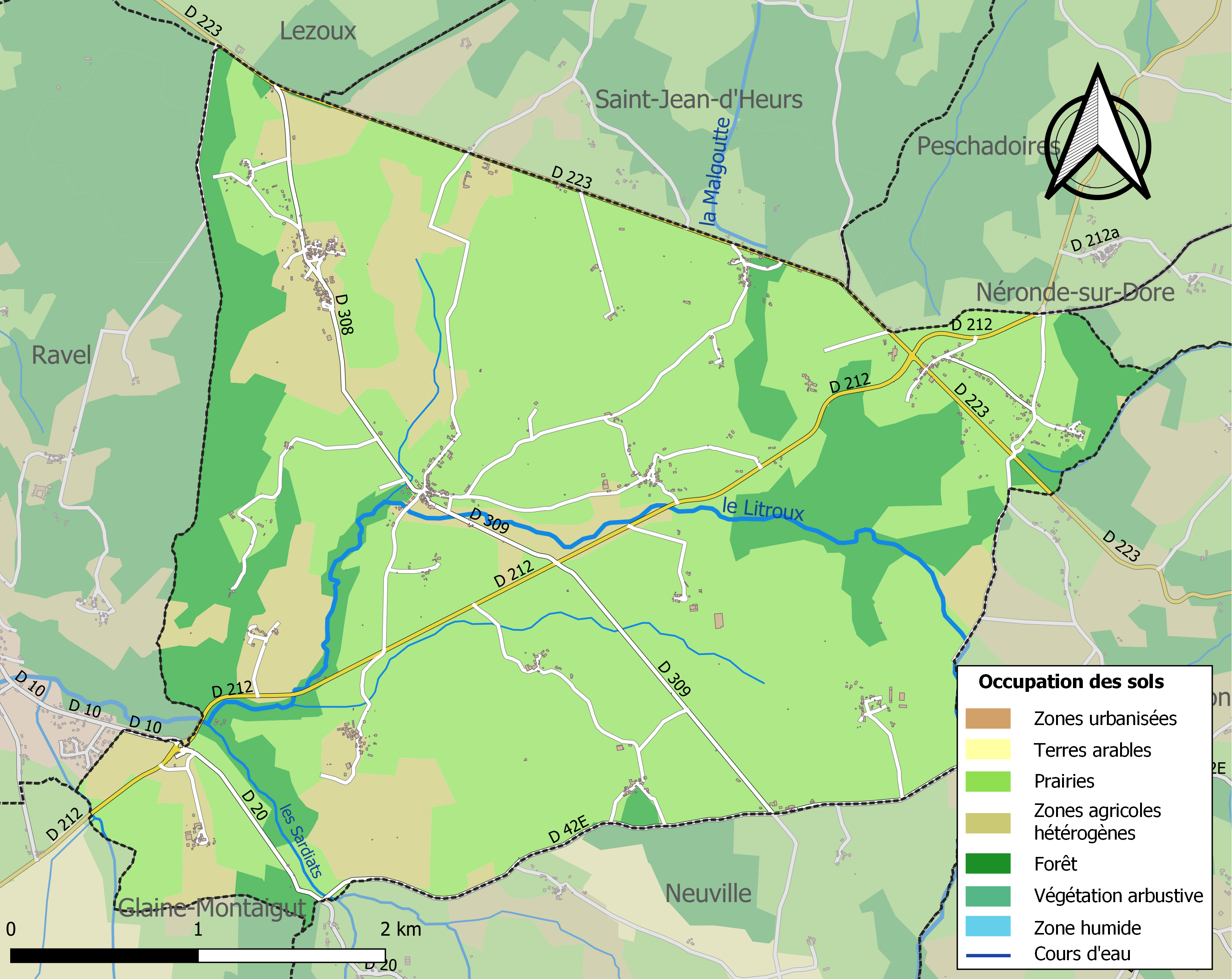
Carte des infrastructures et de l'occupation des sols de la commune en 2018 (CLC).

## Toponymie
Bort : Du gaulois boduo (Corneille) et ritu (gué).

## Histoire

### Lettre du curé de Bort: 1740
(Orthographe d’origine)
Bort près Ravel, le 4 mars 1740.
Monsieur,
J’ay reçu le 21e feuvrier la lettre que Monsieur l’Intendant ma fait l’honneur de m’écrire, du 31e janvier dernier. Étant très soumis aux ordres de sa majesté, j’en ay fait tout l’usage que j’ay du.
Depuis que je suis curé, je n’ay seu, grace à dieu, qu’il y ait eu aucun Enfens illégitime dans ma parroisse ; je ne sache pas non plus qu’aucun perre ni merre ayt exposé des Enfens légitimes (1). Ce qui me surprenoit fort longt temps avant même que j’eu reçeu l’honneur de celle de monsieur L’intendant, car je voyois et vois une si affreuse misère dans ma paroisse, que vous aurez paine a croire ce qu’on m’est venu raconter, et ne croyez pas que ces personnes soint suspectes.
Ce sont les maris qui me viennent accuser leurs femmes de vouloir faire périr, ne pouvant pas les nourrir, n’étant pas nouries elles-mêmes et entendant crier et finir a mie d’avril leurs pauvres Enfens. Ce sont des femmes qui accusent leur maris qui en abandonnant leurs femmes chargées de 7 a 8 petits enfens leur ont conseillé de sauver les plus fort et de laisser perir les autres. En effet si vous saviez la qualité et le peu de nourritures qu’ils prennent vous seriez surpris de les voir vivres. Aussi ils n’ont que la peau colé sur les os. Ils ne marchent presque plus, ils se trainent.
Voici un Echantillon de la manière dont ils se nourrissent la plupart. Il y eut une pauvre femme veufve chargée de 7 enfens qui trouva le moyen d’acheter une coupe de faine (2). Ces pauvres petits misérables les voyant ne voulurent pas les laisser cuire ; ils dirent pour raison que sans cuire elles les amuseroint plus longt temps. Dautres avec du bled noir ou sarazain sans passer en font de la boulie avec de l’eau pure sans sel, et soutiennent encore leurs pauvres enfens qui tombent de langeur. D’autres ont esté chercher des racines de fougerre et les mengent comme des pourceaux, heureux si la gelée ne les en avoit privéz.
Cette afreuse misère cause bien encore de plus grands meaux. Il s’est trouvé des femmes qui me sont venuës dire quelles avoint surpris leur marys assouvir leur passion brutalle avs des bettes ; et leur en fesant douycement des reproches, ils ont répondu aussi brutallement quils se comportoint, qu’ils n’avoint que trop d’Enffents, qu’ils travailloint jour et nuit ; et qu’ils ne pouvoint pas les nourrir ny se nourrir eux-mêmes. Il s’est trouvé des maris qui me sont venus dire que leur femmes s’étoint offertes pour avoir quelque chose pour se nourrir et nourrir leurs Enfens.
Voila, Monsieur, de quoy j’ay les oreilles et yeux repus tous les jours. Et plut a dieu que j’eus de quoy y remédier, mais les parroissiens pauvres, le pasteur s’en sent (3). J’ajoute encore quils n’ont rien pu semer accause des pluyes de l’automne. Ils ne peuvent rien preparer pour semer les bled de mars accause de la gelée excessive. Et même quand ils prepareroint, il y en a pas six dans ma parr. qui soint en etat de se procurer de quoy.
J’écris donc cecy pour remercier monsieur L’intendant de l’honneur quil ma fait et à nous pour que par votre sagesse et votre charité vous en fascier l’usage qu’il vous plairat. Si j’avois pu vous parler moy même je vous en aurois dis davantage, mais je finis de peur de vous ennuyer par des tristes récis et suis avec respect
Monsieur
Votre très humble et très obeissant serviteur.
Palhier, Curé de Bort près Ravel
a Bort ce 4e mars 1740
(A.D. du P. de D. :  C. 897)